# Eredivisie 2020-2021 (pallavolo femminile)
L'Eredivisie 2020-2021 si è svolta dal 10 ottobre 2020 al 15 maggio 2021: al torneo hanno partecipato 10 squadre di club olandesi e la vittoria finale è andata per la sesta volta, la quarta consecutiva, allo Sliedrecht.

## Regolamento

### Formula
Le squadre hanno disputato un girone all'italiana, con gare di andata e ritorno, per un totale di diciotto giornate; al termine della regular season:
- Le prime quattro classificate hanno acceduto alla Pool scudetto, dove hanno dato vita a un round-robin con gare di andate e ritorno per un totale di sei giornate, dal quale le prime due classificate hanno acceduto alla finale scudetto, giocata al meglio delle cinque gare; le squadre qualificate hanno inoltre ricevuto un punteggio bonus: 3 punti alla prima classificata, 2 punti alla seconda classificata, 1 punto alla terza classificata.
- Le ultime sei classificate hanno acceduto alla Pool salvezza, dove hanno dato vita a un round-robin con gare di andate e ritorno per un totale di quattro giornate, dal quale l'ultima classificata è retrocessa in Topdivisie; le squadre qualificate hanno inoltre ricevuto un punteggio bonus: 5 punti alla quinta classificata, 4 punti alla sesta classificata, 3 punti alla settima classificata, 2 punti all'ottava classificata, 1 punto alla nona classificata e 0 punti alla decima classificata..

A causa della pandemia di COVID-19 nei Paesi Bassi numerosi incontri sono stati rinviati e disputati in nuova data; il torneo è rimasto sospeso da ottobre fino a gennaio, riprendendo, dopo l'approvazione di un nuovo protocollo di sicurezza, con una nuova formula abbreviata: il girone all'italiana con gare di andata e ritorno di regular season viene sostituito da un girone in cui le squadre si sfidano un'unica volta, mentre i risultati degli incontri disputati prima della sospensione restano validi. Il Peelpush ha deciso di non partecipare alla ripresa del campionato, saltando l'intera regular season e venendo ammesso fuori competizione alla Pool salvezza, dopo la quale nessun club retrocede in Topdivisie in seguito al blocco delle retrocessioni. La quinta e la sesta giornata della Pool scudetto sono state cancellate dopo il recupero degli incontri delle precedenti giornate, slittati a causa di alcune positività nel gruppo squadra di Sliedrecht e Apollo 8, non essendo più necessarie per determinare le due formazioni qualificate alla finale scudetto.

### Criteri di classifica
Se il risultato finale è stato di 3-0 o 3-1 sono stati assegnati 3 punti alla squadra vincente e 0 a quella sconfitta, se il risultato finale è stato di 3-2 sono stati assegnati 2 punti alla squadra vincente e 1 a quella sconfitta.
L'ordine del posizionamento in classifica è stato definito in base a:
- Numero di partite vinte;
- Punti;
- Ratio dei set vinti/persi;
- Ratio dei punti realizzati/subiti;
- Risultati degli scontri diretti.

## Squadre partecipanti
Al campionato di Eredivisie 2020-21 partecipano dieci squadre di club olandesi, tra le quali la neopromossa Capelle.
| Club           | Stagione | Città                  | Impianto                         | Stagione precedente |
| -------------- | -------- | ---------------------- | -------------------------------- | ------------------- |
| Apollo 8       | dettagli | Borne                  | De Veste                         | 3ª in Eredivisie    |
| Capelle        | dettagli | Capelle aan den IJssel | Sporthal Oostgaarde              | 1ª in Topdivisie    |
| Eurosped       | dettagli | Vroomshoop             | Sporthal het Punt                | 2ª in Eredivisie    |
| Flamingo's '56 | dettagli | Gennep                 | Optisport Sportcentrum Pica Mare | 6ª in Eredivisie    |
| Peelpush       | dettagli | Meijel                 | Sporthal de Körref               | 7ª in Eredivisie    |
| Set-Up'65      | dettagli | Ootmarsum              | Sporthal De Schalm               | 8ª in Eredivisie    |
| Sliedrecht     | dettagli | Sliedrecht             | Sporthal De Basis                | 1ª in Eredivisie    |
| Sneek          | dettagli | Sneek                  | Sneker Sporthal                  | 4ª in Eredivisie    |
| Talent Team    | dettagli | Arnhem                 | Sportcentrum Papendal            | 10ª in Eredivisie   |
| Zwolle         | dettagli | Zwolle                 | Landstede Sportcentrum           | 5ª in Eredivisie    |

## Torneo

### Regular season

#### Risultati
| Prima giornata |                         |     |                            |
|                |                         |     |                            |
| 10-10          | Capelle - Peelpush      | -   | [ 8 ]                      |
| 10-10          | Sliedrecht - Apollo 8   | 1-3 | 25-15, 24-26, 21-25, 20-25 |
| 13-01          | Eurosped - Zwolle       | 1-3 | 18-25, 22-25, 25-18, 24-26 |
| 11-10          | Sneek - Flamingo's '56  | 3-0 | 25-22, 25-23, 25-18        |
| 11-10          | Talent Team - Set-Up'65 | 3-1 | 25-15, 23-25, 26-24, 25-23 |

| Seconda giornata |                           |     |                            |
|                  |                           |     |                            |
| 20-02            | Sliedrecht - Capelle      | 3-1 | 25-20, 25-10, 23-25, 25-22 |
| 20-02            | Sneek - Set-Up'65         | 3-0 | 25-15, 25-21, 25-8         |
| 12-12            | Zwolle - Peelpush         | -   | [ 10 ]                     |
| 20-02            | Talent Team - Apollo 8    | 0-3 | 22-25, 11-25, 23-25        |
| 20-02            | Eurosped - Flamingo's '56 | 3-1 | 25-19, 25-21, 21-25, 25-23 |

| Terza giornata |                         |     |                     |
|                |                         |     |                     |
| 13-02          | Capelle - Talent Team   | 3-0 | 25-22, 25-20, 25-21 |
| 13-02          | Set-Up'65 - Eurosped    | 0-3 | 14-25, 14-25, 20-25 |
| 13-02          | Apollo 8 - Sneek        | 3-0 | 25-15, 25-20, 25-13 |
| 14-02          | Flamingo's '56 - Zwolle | 0-3 | 19-25, 15-25, 19-25 |
| 20-12          | Peelpush - Sliedrecht   | -   | [ 13 ]              |

| Quarta giornata |                          |                |                                   |
|                 |                          |                |                                   |
| Riposa:         | Flamingo's '56           | Flamingo's '56 | Flamingo's '56                    |
| 09-01           | Talent Team - Sliedrecht | 1-3            | 25-22, 15-25, 12-25, 13-25        |
| 09-01           | Zwolle - Set-Up'65       | 3-2            | 25-18, 16-25, 22-25, 25-16, 15-8  |
| 10-01           | Eurosped - Apollo 8      | 3-2            | 20-25, 13-25, 25-23, 25-18, 18-16 |
| 24-02           | Sneek - Capelle          | 3-0            | 25-21, 25-17, 25-16               |

| Quinta giornata |                            |             |                            |
|                 |                            |             |                            |
| Riposa:         | Talent Team                | Talent Team | Talent Team                |
| 16-01           | Set-Up'65 - Flamingo's '56 | 1-3         | 26-24, 11-25, 23-25, 13-25 |
| 17-02           | Capelle - Eurosped         | 0-3         | 27-29, 17-25, 20-25        |
| 16-01           | Sliedrecht - Sneek         | 3-0         | 25-14, 27-25, 25-11        |
| 16-01           | Apollo 8 - Zwolle          | 3-0         | 25-19, 25-15, 25-21        |

| Sesta giornata |                          |       |                            |
|                |                          |       |                            |
| Riposa:        | Sneek                    | Sneek | Sneek                      |
| 23-01          | Capelle - Flamingo's '56 | 3-1   | 20-25, 25-21, 27-25, 25-21 |
| 23-01          | Sliedrecht - Zwolle      | 3-1   | 23-25, 25-20, 25-14, 25-18 |
| 23-01          | Talent Team - Eurosped   | 3-0   | 25-23, 25-20, 26-24        |
| 23-01          | Apollo 8 - Set-Up'65     | 3-0   | 25-20, 25-11, 25-18        |

| Settima giornata |                             |          |                                   |
|                  |                             |          |                                   |
| Riposa:          | Apollo 8                    | Apollo 8 | Apollo 8                          |
| 30-01            | Zwolle - Talent Team        | 3-0      | 25-17, 25-20, 25-16               |
| 30-01            | Set-Up'65 - Capelle         | 2-3      | 22-25, 25-20, 21-25, 25-23, 13-15 |
| 31-01            | Eurosped - Sneek            | 2-3      | 18-25, 25-13, 25-20, 20-25, 4-15  |
| 31-01            | Flamingo's '56 - Sliedrecht | 1-3      | 17-25, 25-22, 19-25, 18-25        |

| Ottava giornata |                              |          |                                   |
|                 |                              |          |                                   |
| Riposa:         | Eurosped                     | Eurosped | Eurosped                          |
| 06-02           | Capelle - Apollo 8           | 0-3      | 13-25, 11-25, 14-25               |
| 06-02           | Sneek - Zwolle               | 3-2      | 28-30, 25-22, 17-25, 25-19, 15-8  |
| 17-02           | Sliedrecht - Set-Up'65       | 3-1      | 21-25, 25-16, 25-19, 25-17        |
| 06-02           | Talent Team - Flamingo's '56 | 3-2      | 21-25, 20-25, 25-23, 25-23, 15-12 |

| Nona giornata |                           |           |                                   |
|               |                           |           |                                   |
| Riposa:       | Set-Up'65                 | Set-Up'65 | Set-Up'65                         |
| 27-02         | Zwolle - Capelle          | 3-1       | 26-24, 20-25, 25-13, 25-17        |
| 27-02         | Flamingo's '56 - Apollo 8 | 2-3       | 31-29, 25-21, 18-25, 22-25, 11-15 |
| 27-02         | Sneek - Talent Team       | 3-2       | 25-17, 27-29, 25-13, 19-25, 15-12 |
| 28-02         | Eurosped - Sliedrecht     | 0-3       | 20-25, 20-25, 23-25               |

##### Classifica
| Pos. | Squadra        | Pt | G | V | P | SV | SP | Ratio | PF  | PS  | Ratio |
| ---- | -------------- | -- | - | - | - | -- | -- | ----- | --- | --- | ----- |
| 1.   | Apollo 8       | 21 | 8 | 7 | 1 | 23 | 6  |       | 688 | 544 |       |
| 2.   | Sliedrecht     | 21 | 8 | 7 | 1 | 22 | 8  |       | 728 | 579 |       |
| 3.   | Sneek          | 15 | 8 | 6 | 2 | 15 | 12 |       | 642 | 605 |       |
| 4.   | Zwolle         | 15 | 8 | 5 | 3 | 18 | 13 |       | 679 | 649 |       |
| 5.   | Eurosped       | 12 | 8 | 4 | 4 | 15 | 15 |       | 662 | 650 |       |
| 6.   | Talent Team    | 9  | 8 | 3 | 5 | 12 | 18 |       | 614 | 695 |       |
| 7.   | Capelle        | 8  | 8 | 3 | 5 | 11 | 18 |       | 592 | 684 |       |
| 8.   | Flamingo's '56 | 5  | 8 | 1 | 7 | 10 | 22 |       | 689 | 734 |       |
| 9.   | Set-Up'65      | 2  | 8 | 0 | 8 | 7  | 24 |       | 576 | 730 |       |
| 10.  | Peelpush       | 0  | 0 | 0 | 0 | 0  | 0  | 0     | 0   | 0   | 0     |

      Ammesse alla Pool scudetto
      Alla Pool salvezza
      Ritirata il 13 gennaio 2021

### Pool scudetto

#### Risultati
| Prima giornata |                    |     |                     |
|                |                    |     |                     |
| 06-03          | Apollo 8 - Zwolle  | 3-0 | 27-25, 26-24, 25-14 |
| 06-03          | Sliedrecht - Sneek | 3-0 | 25-23, 25-19, 25-21 |

| Seconda giornata |                     |     |                            |
|                  |                     |     |                            |
| 10-03            | Sneek - Apollo 8    | 1-3 | 16-25, 13-25, 25-22, 23-25 |
| 10-03            | Zwolle - Sliedrecht | 1-3 | 23-25, 16-25, 25-18, 17-25 |

| Terza giornata |                       |     |                                   |
|                |                       |     |                                   |
| 21-03          | Apollo 8 - Sliedrecht | 0-3 | 15-25, 17-25, 24-26               |
| 18-03          | Sneek - Zwolle        | 3-2 | 28-26, 20-25, 25-20, 20-25, 15-12 |

| Quarta giornata |                    |     |                                  |
|                 |                    |     |                                  |
| 20-03           | Zwolle - Apollo 8  | 0-3 | 20-25, 24-26, 14-25              |
| 20-03           | Sneek - Sliedrecht | 2-3 | 25-23, 19-25, 21-25, 25-22, 7-15 |

#### Classifica
| Pos. | Squadra    | Pt tot | Bonus | Pt | G | V | P | SV | SP | Ratio | PF  | PS  | Ratio |
| ---- | ---------- | ------ | ----- | -- | - | - | - | -- | -- | ----- | --- | --- | ----- |
| 1.   | Sliedrecht | 13     | 2     | 11 | 4 | 4 | 0 | 12 | 3  |       | 354 | 297 |       |
| 2.   | Apollo 8   | 12     | 3     | 9  | 4 | 3 | 1 | 9  | 4  |       | 307 | 274 |       |
| 3.   | Sneek      | 4      | 1     | 3  | 4 | 1 | 3 | 6  | 11 |       | 345 | 390 |       |
| 4.   | Zwolle     | 1      | 0     | 1  | 4 | 0 | 4 | 3  | 12 |       | 310 | 355 |       |

      Finale scudetto

### Finale
| Gara 1 |                       |     |                     |
|        |                       |     |                     |
| 10-04  | Sliedrecht - Apollo 8 | 3-0 | 25-23, 25-22, 25-17 |

| Gara 2 |                       |     |                     |
|        |                       |     |                     |
| 17-04  | Apollo 8 - Sliedrecht | 0-3 | 23-25, 20-25, 20-25 |

| \| Gara 3 \| \| \| \| \| \| \| \| \| \| 24-04 \| Sliedrecht - Apollo 8 \| 3-0 \| 25-21, 25-21, 25-16 \| |                       |     |                     |
| Gara 3                                                                                                  |                       |     |                     |
| |                       |     |                     |
| 24-04                                                                                                   | Sliedrecht - Apollo 8 | 3-0 | 25-21, 25-21, 25-16 |

### Pool salvezza

#### Risultati
| Prima giornata |                            |          |                            |
|                |                            |          |                            |
| Riposa:        | Peelpush                   | Peelpush | Peelpush                   |
| 07-03          | Eurosped - Capelle         | 3-1      | 16-25, 25-19, 27-25, 25-23 |
| 07-03          | Flamingo's '56 - Set-Up'65 | 3-0      | 25-18, 25-18, 25-21        |

| Seconda giornata |                           |           |                                  |
|                  |                           |           |                                  |
| Riposa:          | Set-Up'65                 | Set-Up'65 | Set-Up'65                        |
| 21-03            | Capelle - Peelpush        | 3-1       | 17-25, 25-12, 25-17, 25-23       |
| 14-03            | Flamingo's '56 - Eurosped | 2-3       | 28-26, 25-27, 23-25, 25-15, 7-15 |

| Terza giornata |                           |         |                                   |
|                |                           |         |                                   |
| Riposa:        | Capelle                   | Capelle | Capelle                           |
| 20-03          | Peelpush - Flamingo's '56 | 0-3     | 17-25, 23-25, 20-25               |
| 20-03          | Set-Up'65 - Eurosped      | 2-3     | 25-22, 14-25, 25-22, 13-25, 10-15 |

| Quarta giornata |                          |          |                            |
|                 |                          |          |                            |
| Riposa:         | Eurosped                 | Eurosped | Eurosped                   |
| 27-03           | Set-Up'65 - Peelpush     | 3-0      | 25-16, 25-10, 25-15        |
| 28-03           | Flamingo's '56 - Capelle | 1-3      | 22-25, 15-25, 26-24, 18-25 |

| Quinta giornata |                     |                |                     |
|                 |                     |                |                     |
| Riposa:         | Flamingo's '56      | Flamingo's '56 | Flamingo's '56      |
| 10-04           | Capelle - Set-Up'65 | 3-0            | 25-20, 26-24, 25-17 |
| 11-04           | Eurosped - Peelpush | 3-0            | 31-29, 25-10, 25-21 |

| Sesta giornata |                            |          |                            |
|                |                            |          |                            |
| Riposa:        | Peelpush                   | Peelpush | Peelpush                   |
| 17-04          | Capelle - Eurosped         | 3-1      | 20-25, 25-22, 27-25, 25-23 |
| 12-05          | Set-Up'65 - Flamingo's '56 | 0-3      | 25-27, 18-25, 18-25        |

| Settima giornata |                           |           |                     |
|                  |                           |           |                     |
| Riposa:          | Set-Up'65                 | Set-Up'65 | Set-Up'65           |
| 24-04            | Peelpush - Capelle        | 3-0       | 25-20, 27-25, 25-20 |
| 25-04            | Eurosped - Flamingo's '56 | 0-3       | 20-25, 23-25, 22-25 |

| Ottava giornata |                           |         |                     |
|                 |                           |         |                     |
| Riposa:         | Capelle                   | Capelle | Capelle             |
| 02-05           | Eurosped - Set-Up'65      | 3-0     | 25-23, 25-23, 25-17 |
| 05-05           | Flamingo's '56 - Peelpush | 3-0     | 25-23, 25-17, 25-22 |

| Nona giornata |                          |          |                                   |
|               |                          |          |                                   |
| Riposa:       | Eurosped                 | Eurosped | Eurosped                          |
| 08-05         | Capelle - Flamingo's '56 | 2-3      | 25-20, 13-25, 25-15, 23-25, 12-15 |
| 08-05         | Peelpush - Set-Up'65     | 3-0      | 25-21, 25-19, 25-19               |

| Decima giornata |                     |                |                                   |
|                 |                     |                |                                   |
| Riposa:         | Flamingo's '56      | Flamingo's '56 | Flamingo's '56                    |
| 15-05           | Peelpush - Eurosped | 3-0            | 28-26, 25-19, 25-20               |
| 15-05           | Set-Up'65 - Capelle | 3-2            | 25-20, 25-14, 22-25, 17-25, 15-13 |

#### Classifica
| Pos. | Squadra        | Pt tot | Bonus | Pt | G | V | P | SV | SP | Ratio | PF  | PS  | Ratio |
| ---- | -------------- | ------ | ----- | -- | - | - | - | -- | -- | ----- | --- | --- | ----- |
| 5.   | Flamingo's '56 | 20     | 2     | 18 | 8 | 6 | 2 | 21 | 8  |       | 666 | 610 |       |
| 6.   | Capelle        | 17     | 3     | 14 | 8 | 4 | 4 | 16 | 14 |       | 691 | 660 |       |
| 7.   | Eurosped       | 17     | 4     | 13 | 8 | 5 | 3 | 17 | 15 |       | 716 | 688 |       |
| 8.   | Peelpush       | 9      | 0     | 9  | 8 | 3 | 5 | 10 | 15 |       | 530 | 587 |       |
| 9.   | Set-Up'65      | 7      | 1     | 6  | 8 | 2 | 6 | 8  | 20 |       | 567 | 625 |       |

## Classifica finale
| Pos | Squadra        | Verdetto              |
| --- | -------------- | --------------------- |
| 1   | Sliedrecht     | Challenge Cup 2021-22 |
| 2   | Apollo 8       | Challenge Cup 2021-22 |
| 3   | Sneek          |                       |
| 4   | Zwolle         |                       |
| 5   | Flamingo's '56 |                       |
| 6   | Eurosped       |                       |
| 7   | Capelle        |                       |
| 8   | Set-Up'65      |                       |
| 9   | Talent Team    |                       |
| 10  | Peelpush       |                       |